# Passo do Verde (district de Santa Maria)
Passo do Verde est l'un des dix districts dans lesquels se divise la ville brésilienne de Santa Maria, dans l'État du Rio Grande do Sul.

## Limites
| Sede São Valentim Pains Arroio Grande Arroio do Só Passo do Verde Boca do Monte Palma Santa Flora Santo Antão |

Limitée aux districts de Arroio do Só, Pains, Santa Flora, et, les municipalités de Formigueiro e São Sepé.

## Quartiers
Le district est divisé en quartiers suivants :
1. Passo do Verde